# Турнасую
Турнасую (тур. Turnasuyu) — село в Турции, в районе Гюльялы иля Орду. Расположено на востоке иля, в 6 км восточнее города Орду, на берегу Чёрного моря, население 2240 жителей на 2010 год.

## Население
| Данные о численности населения по годам | Данные о численности населения по годам | Данные о численности населения по годам | Данные о численности населения по годам |
| --------------------------------------- | --------------------------------------- | --------------------------------------- | --------------------------------------- |
| ГОД                                     | ИТОГО                                   | мужчины                                 | женщины                                 |
| 2010                                    | 2240                                    | 1139                                    | 1101                                    |
| 2009                                    | 2229                                    | 1137                                    | 1092                                    |
| 2008                                    | 2243                                    | 1152                                    | 1091                                    |
| 2007                                    | 2229                                    | 1143                                    | 1086                                    |
| 2000                                    | 2926                                    |                                         |                                         |
| 1990                                    | 1317                                    |                                         |                                         |

## Экономика
Основа экономики — сельское хозяйство, выращивание орехов, киви и животноводство.